# Sheffield Steelers
Die Sheffield Steelers sind ein 1991 gegründeter Eishockeyclub der Stadt Sheffield in England. Der Verein trägt seine Heimspiele seit seiner Gründung in der 9.000 Zuschauer fassenden Sheffield Arena aus.

## Geschichte
Sheffield wurde insgesamt 12-mal (1995, 1996, 1997, 2001, 2002, 2004, 2008, 2009, 2011, 2015, 2016, 2017) britischer Eishockeymeister. In der Saison 2003/04 wurde der Club Ligameister und Play-off-Sieger. 2008, 2009 und 2014 konnte er ebenfalls die Playoffs der Elite Ice Hockey League gewinnen. Außerdem gewann die Mannschaft in der Saison 2005/06 den britischen Knockout-Cup und 2009/10 das „20/20 Hockey Fest“. Die Steelers haben auch den Challenge Cup fünfmal gewonnen, zuletzt im Jahr 2020 mit einem 4:3-Sieg gegen die Cardiff Devils.